# Gustave Amédée Humbert

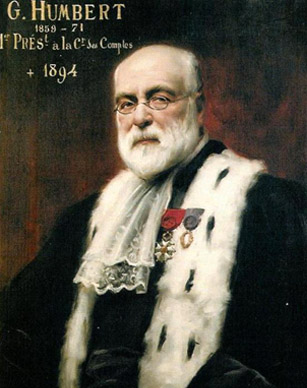
Gustave Amédée Humbert

Gustave Amédée Humbert (* 28. Juni 1822 in Metz; † 24. September 1894 in Beauzelle, Département Haute-Garonne) war ein französischer Politiker und Jurist.

## Leben
Gustave Humbert studierte in Paris die Rechte, erlangte 1844 den Doktorgrad und war Repetent der Rechtswissenschaft in Paris, als er im März 1848 zum Unterpräfekten von Thionville ernannt wurde.
1851 abgesetzt, nahm er seine Vorlesungen zu Paris wieder auf und wurde 1861 zum Professor des römischen Rechts in Toulouse ernannt. Im Februar 1871 wurde er dort zum Mitglied der Nationalversammlung gewählt und schloss sich hier der republikanischen Linken an, deren Vizepräsident er wurde.
Er nahm hervorragenden Anteil an den Arbeiten der Versammlung. Ende 1875 wurde er als Sénateur inamovible Mitglied des Senats und im Dezember 1877 wurde er zum Generalprokurator am Rechnungshof ernannt. Unter Charles de Freycinet übernahm er am 30. Januar 1882 das Justizministerium, trat aber schon am 29. Juli mit dem ganzen Kabinett zurück und wurde Vizepräsident des Senats.
Humbert wurde 1880 zum Offizier der Ehrenlegion ernannt. Er war der Vater des Abgeordneten Fréderic Humbert und Schwiegervater der Betrügerin Thérèse Humbert.